# Claonaig

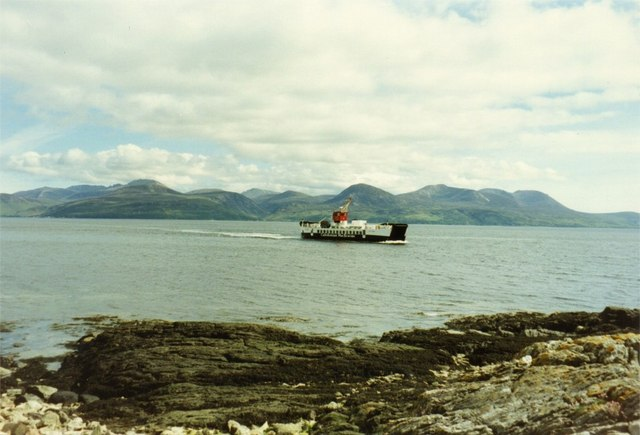
L'île d'Arran et le ferry de Caledonian MacBrayne depuis la jetée à Claonaig

Claonaig (prononcé [klˠ̪ɯːnɛɡ̊ʲ] en gaélique écossais) est un petit village d'Écosse situé sur la côte est de la péninsule du Kintyre. Un ferry relie le Kintyre à l'île d'Arran sur la ligne Claonaig-Lochranza.